# Rieplos
Rieplos (niedersorbisch Rěpkow) ist ein Ortsteil von Storkow (Mark) im Landkreis Oder-Spree in Brandenburg.

## Geographie
Rieplos liegt in der Nähe der Autobahnanschlussstelle Storkow an der Bundesautobahn 12. Die vielbefahrene Landstraße 23 führt als Autobahnzubringer mitten durch den Ort.

Fußläufig erreichbar ist das Ostufer des Stahnsdorfer See. Auch der Lebbiner See kann über einen Weg entlang des Rieploser Fließes erreicht werden.

## Geschichte
Rieplos wird 1444 zum ersten Mal urkundlich erwähnt. Nach Erlass des Kartoffelbefehls durch Friedrich II. im Jahre 1756 wurde in Rieplos der Kartoffelanbau betrieben. Auch heute liefert das ortsansässige Agrarunternehmen Berghof e.G. noch landwirtschaftliche Erzeugnisse.

Am 26. Oktober 2003 wurde Rieplos nach Storkow (Mark) eingemeindet.